# Codrii Tigheci
Rezervația peisagistică „Codrii Tigheci” este o arie protejată, situată între satele Lărguța și Capaclia din raionul Cantemir, Republica Moldova (ocolul silvic Cantemir, Tigheci, parcelele 1-40). Are o suprafață de 2.519 ha. Obiectul este administrat de Gospodăria Silvică de Stat Iargara.

## Istoric

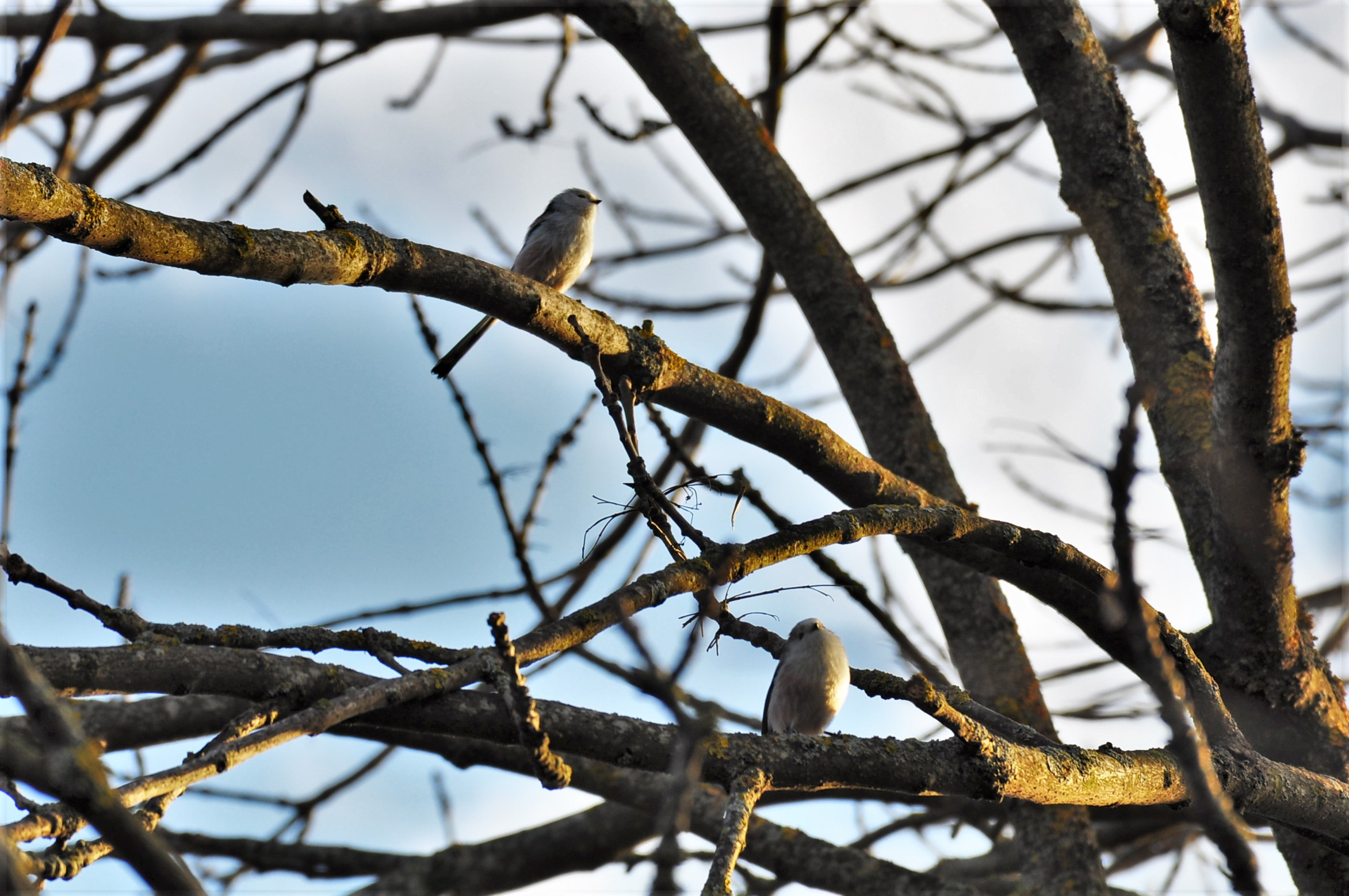
Doi pițigoi codați pe ramurile unui arbore din Codrii Tigheci

Pe o hartă din 1785, tipărită în Nürnberg, Codrii Tigheci erau documentați ca fiind cu mult mai mari decât în prezent: pădurea mărginea la nord cu râul Strîmba, la vest cu râul Prut, iar la vest cu Stepa Bugeacului. Inginerul D. Stănescu indica, pe o hartă din 1869, că pădurea continua la sud înconjurând satele Slobozia, Colibași, Brînza și Văleni, atingând malurile Dunării la Giurgiulești.
În Descriptio Moldaviae, Dimitrie Cantemir remarca că Codrii Tigheci sunt atât de denși, încât ei nu puteau fi traversați decât de cei care cunoșteau bine drumurile și cărările. Legenda spune că în acești codri a crescut Petru Rareș, fiul lui Ștefan cel Mare.

## Floră
Pădurea se întinde pe versanți abrupți de tipul codrilor. Pe teritoriul ei se găsește cel mai înalt punct din partea de sud a Moldovei, 301 m. Predomină gorunul și carpenul, cu un amestec neînsemnat de tei, frasin, arțar și jugastru. Rezervația include, în zona de sud, o pădure bine păstrată de stejar pedunculat cu amestec de stejar pufos. Prin poieni se întâlnesc mezofite, cât și multe plante rare tipice zonei balcano-mediteraneene: rușcuța, brăndușa, albăstrița Angelescu, ghiocelul, dedițelul negriscent, celnușa gălburie etc.

## Galerie de imagini

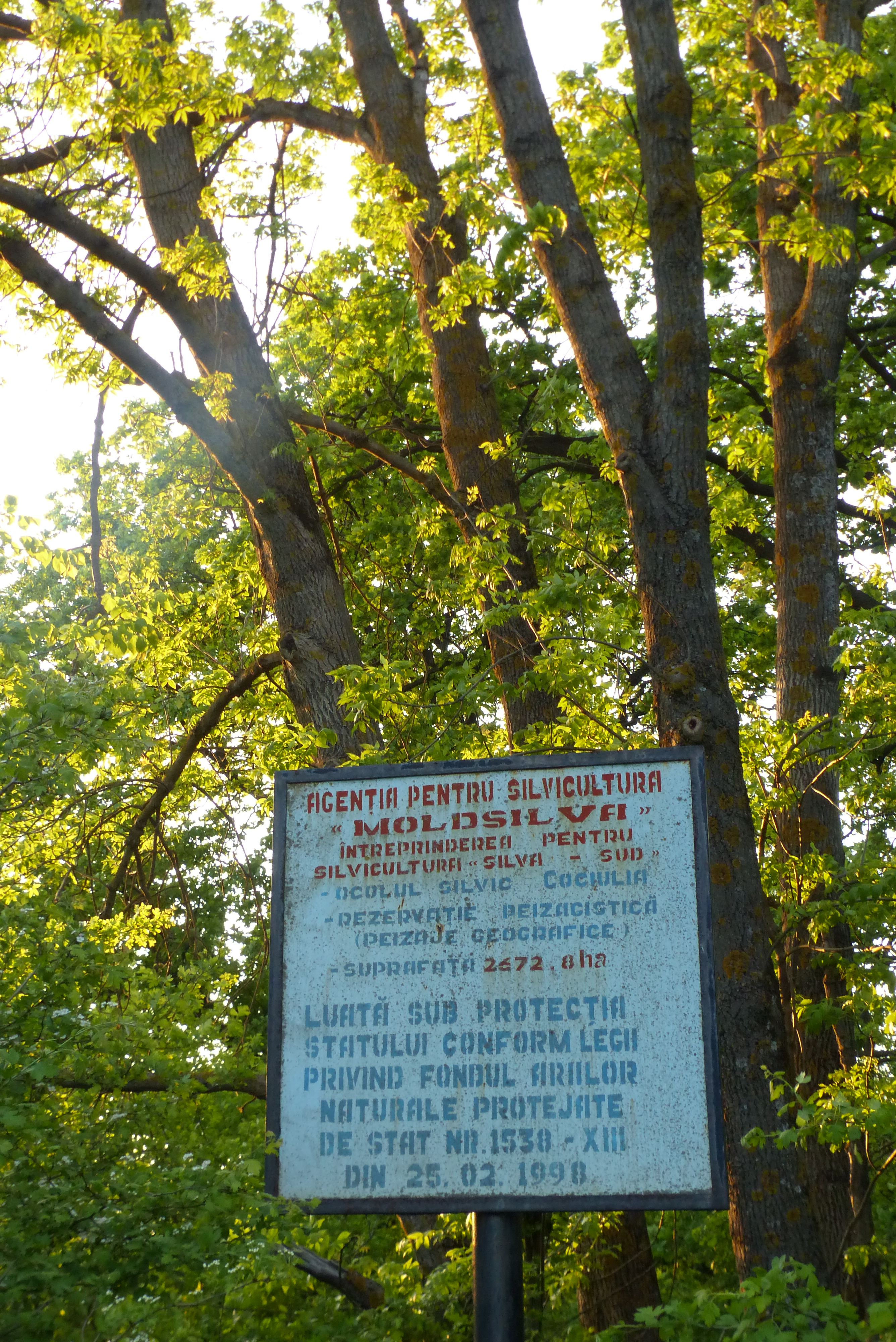
Panou informativ
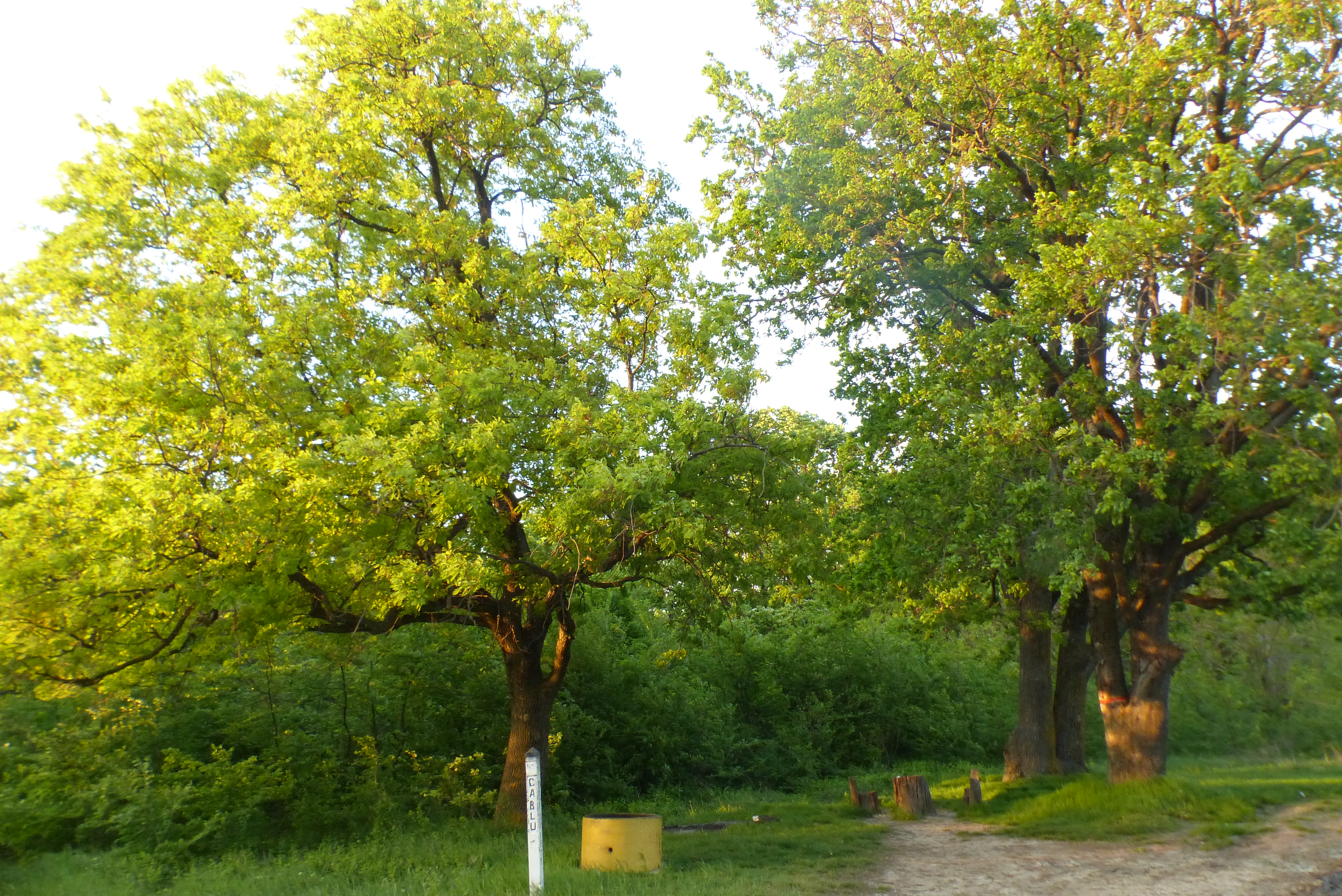
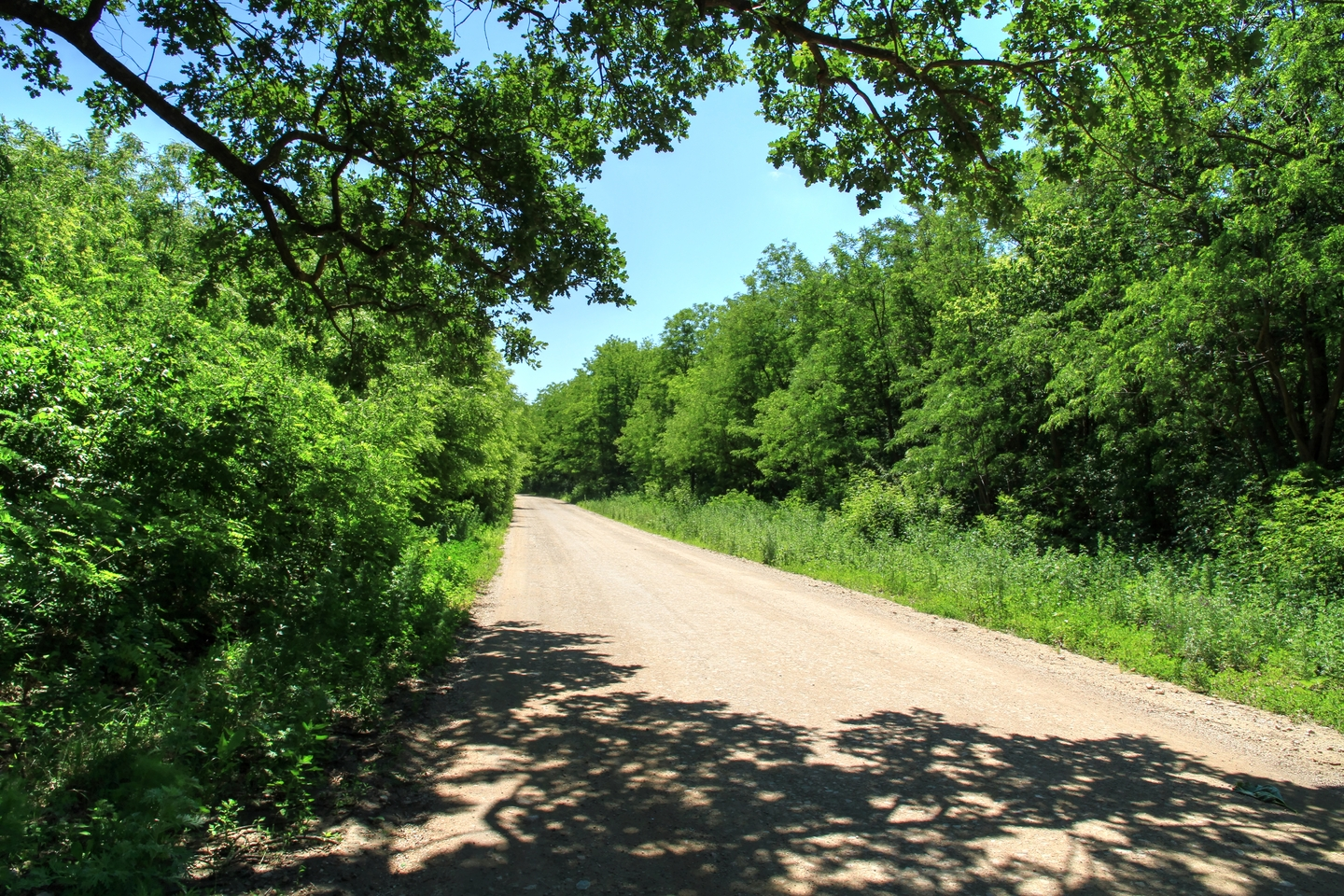
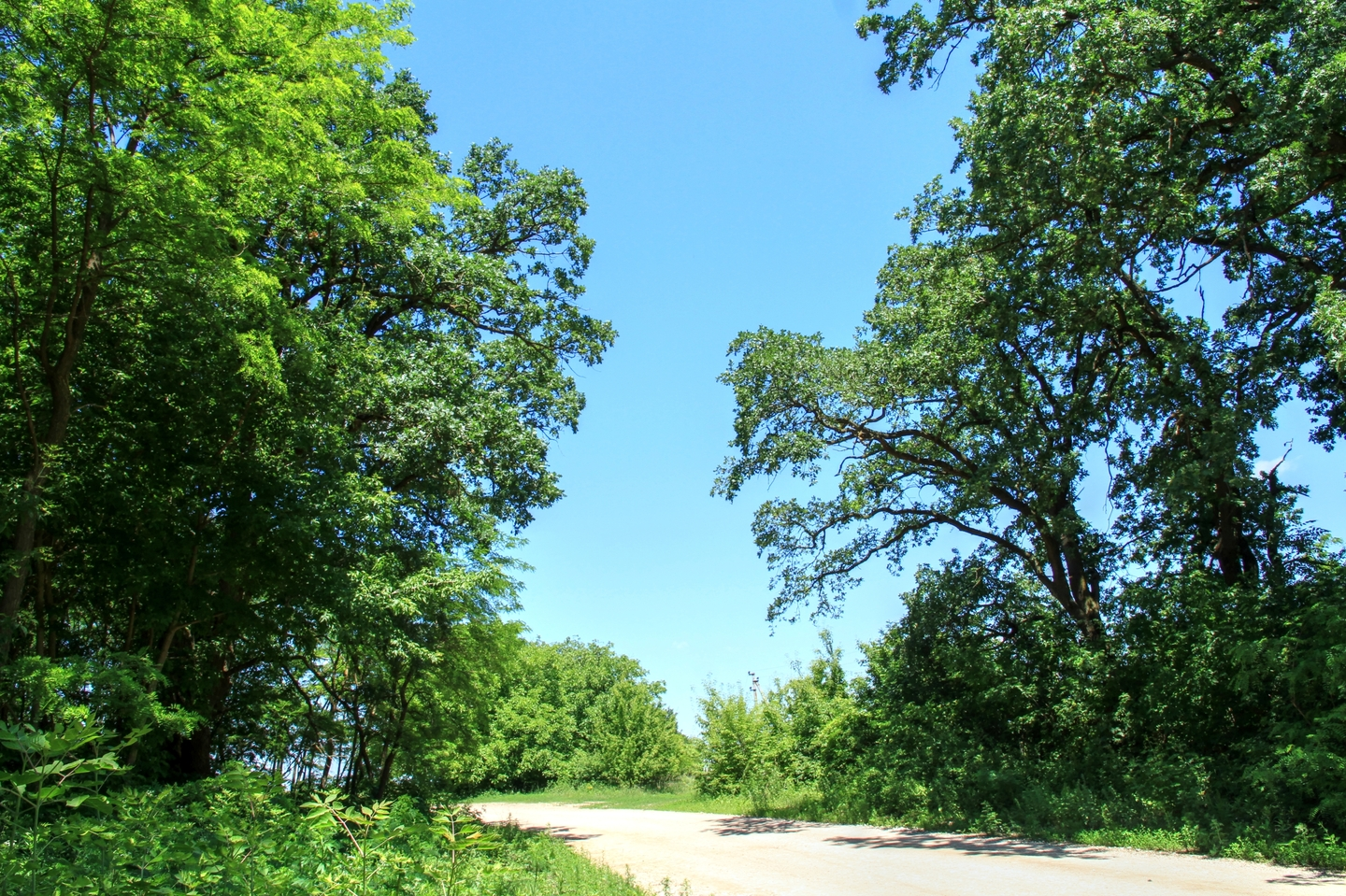
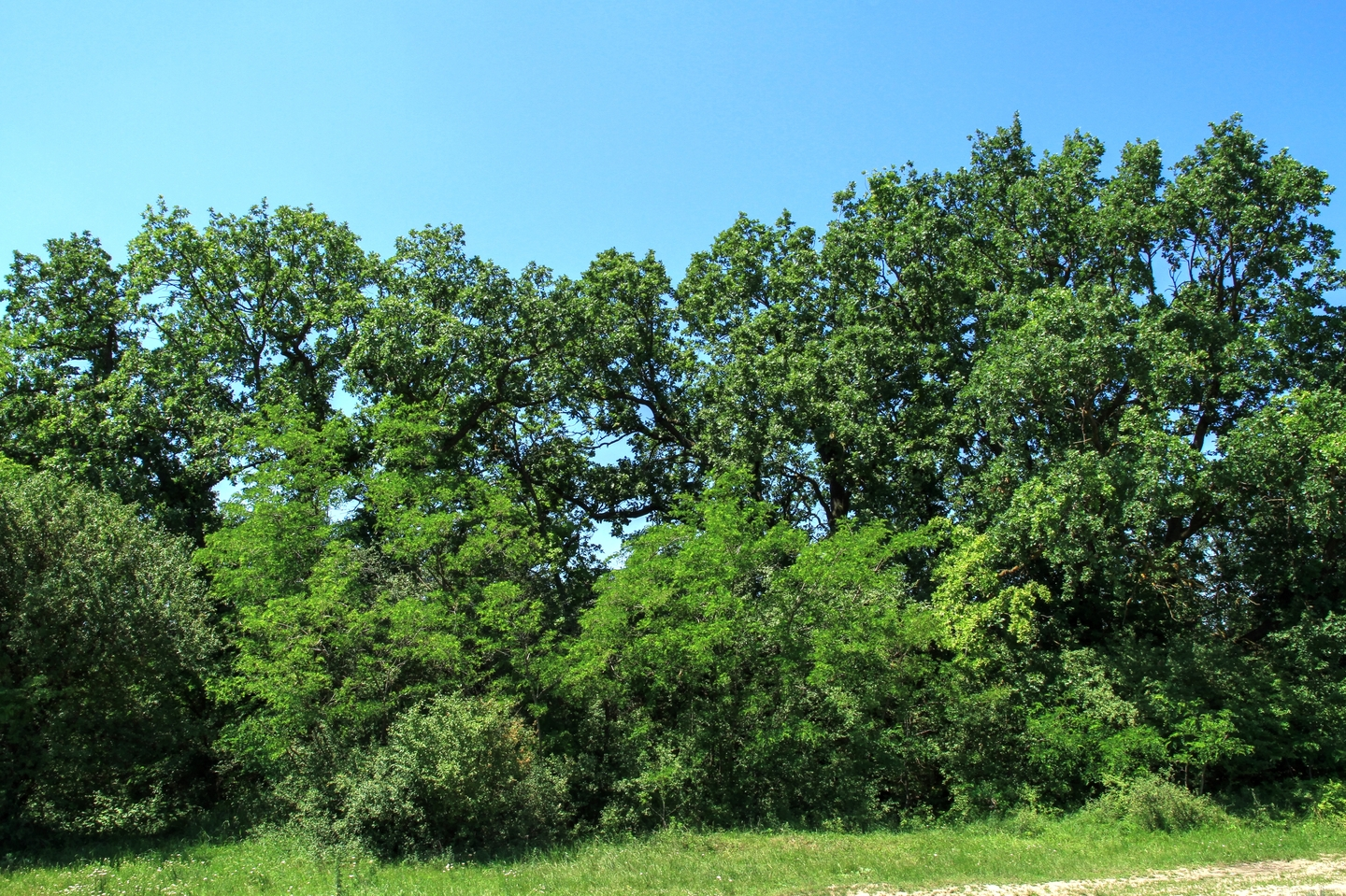